# 奈拉布
奈拉布（阿拉伯语：‎）是叙利亚的一个城镇，位于叙利亚北部阿勒颇的东南部。奈拉布境內有一個考古遺址。
法國統治敘利亞期間，法国在當地建立了一個军用机场。敘利亞独立后，敘利亞當局擴建該机场。根据敘利亞中央統計局的數據，截至2004年，奈拉布的人口为10,018人。 